# Історія китайської кухні
Історія китайської кухні — розвиток кулінарних технік протягом існування китайської цивілізації, використання різних продуктів, способів їх вживання, становлення кулінарних церемоніалів.

## Загальна характеристика
Становлення китайської державності (культури Яншао, Луншань, Ерлітоу) відбувалося в декількох центрах: на півночі — на рівнинах біля річки Хуанхе, частково — в гірських та пригірських місцинах; на півдні в гирлі та центральній частині річки Янцзи. З розширенням меж держав на схід та південь призвело до збагачення культури й відповідно кулінарії новими продуктами (насамперед рисом), стравами (збільшилося кількість застосування риби, свинини).
Утворення царств, а особливо імперії, призвело до формування імператорського двору, вищої знаті, яка стала більш вимогливішою стосовно приготування своїх страв. З'явилася конкуренція стосовно більш незвичного продукти або засобу приготування. Кліматичні умови також вимагали швидкого приготування та споживання, не залишаючи на потім.
Протягом історії Китай декілька разів опинявся під владою інших народів, насамперед тюркських, монгольських. що в свою чергу також вплинуло на формування китайської кухні. Багато продуктів було запозичено завдяки долучанню китайців до світової торгівлі через Шовковий шлях. Певний вплив мало економічне панування європейців та американців з 2-ї пол. XIX до 1-ї пол XX ст.
Іншим фактором, що вплинув на своєрідність китайської кухні став розвиток традиційної медицини, яка розглядала їжу як основу міцного здоров'я — «Їжа є ліками, ліки є їжою».

## Розвиток

### Протодержави
З утворенням перших постійних поселень починає змінюватися кулінарні вподобання. окрім м'яса диких тварин, молоко, стали споживати продукти з борошна. Археологами виявлено локшину, якій 4 тис. років. її виготовили з зерен італійського мишія та просо. Це відбиває факт про незавершення переходу від збиральництва. Легендарному імператорові Шень-нуну приписують початок землеробства, вирощування проса в великих обсягах.

### ЧжоуіЦінь
Збільшується перелік м'ясних і рибних страв, чому сприяє розвиток державності. В часи розпаду Східної Чжоу формуються умови для утворення регіональних особливості. В часи Цін починають збільшується в раціоні рис.
Розвиваються ритуали споживання їжі. У своїй праці «Книга ритуалів» Конфуцій писав, що під час їжі вино і суп знаходиться праворуч, тоді як страва має бути зліва. Людині не слід жадібно ковтати їжу, переважно ретельно жувати і повільно ковтати. А також не потрібно створювати шум під час прийому їжі.
Також з'являються перші палички для їжі, що використовувались для приготування їжі, перемішування вогню та подавання шматочків їжі до миски.

### Хань
Утворення сталої імперії, формування двору володаря та еліти сприяли значному розвитку. Також є більше відомостей про кулінарні смаки тодішніх китайців.
В цей період найпоширенішими культурами, які споживалися, були пшениця, ячмінь, рис, просо та мишій, квасоля. З фруктів та овочі переважали каштани, груші, сливи, персики, дині, абрикоси, морелла, гарбуз, жужуба, бамбукові паростки, гірчичну зелень та таро. Зі свійських птахів полюбляли страви з курей, мандаринок, гусей, з дичини — сову, фазана, сороку, олень сика і бамбукову куріпку. Споживали баранину, верблюжатину, собачатину, свинину, дику оленятину, Численними були рибні страви, та страви з черепах. Приправи включали цукор, мед, сіль, вперше з'являється соєвий соус. З алкоголю вживали жовте вино і пиво. також з Середньої Азії завозилося виноградне вино, але лише для імператора й знаті.
Було розроблено методи зберігання їжі (спочатку для військових), такі як сушка м'яса, смаження та сушіння зерна. Полководець Бан Чао привіз з Середньої Азії рецепт тістечка шаобін.
Вперше при імператорському дворі та серед вищої знаті стали застосовувати палички для їжі під час вживання страв. Починають застосовувати сковорідку вок, але лише для сушіння зерна.
З Центральної та Передньої Азії до Китаю потрапляють такі продукти як кунжут, горох, цибуля, коріандр та огірок.

### Південні та Північні династії
Розпад Китаю, на території якого тюркські та монгольські племена формують власні держави, поширюючи нові традиції. Тепер збільшується кількість м'ясних страв, насамперед баранини і козлятини. Також багато вживають молочних продуктів (козячого молока, кумису, йогуртів). Навпаки у державах, де зберегли владу китайські династії розвинулося неприйняття молочних продуктів як страв ворогів та окупантів.

### Тан
Основною їжею були рис і випічка з тіста, вживали багато ячменю, проса та овочевих бобів. Додатковою їжею були овочі (ріпа, соя, ревень, ямс, таро) фрукти (груші, абрикоси, персики, яблука, гранати, жужуба. інжир) горіхи (фундук, фісташки, кедрові горіхи, каштани, волоські горіхи), коріння женьшеню, риба, на півночі цінувалося м'ясо (баранина, свинина, морська видра, ведмежатина, верлюжатина), особливо цінувалася собачатина, а на півднін — уздовж узбережжя морепродукти (варені медузи з корицею, сичуанським перцем, кардамоном та імбиром, устриці з вином, смажені кальмари з імбиром та оцтом, краби). У IX ст. було заборонено вживати телятину та яловичину. До їжі додавали різноманітні приправи. Збільшують кількість та перелік завезених продуктів з країн Середньої Азії, Персії Індостану.
Їли паличками з бамбука, слонової кістки або срібла. Майже не вживали молока, кисломолочних продуктів. Продукти споживали лише вареними або смаженими.
З VII ст. з'явився цукор-пісок, який стали завозити з Північної Індії. Поширюється приготування різних тістечок та тортів.
Улюбленим напоєм був чай (насамперед на півдні), який варили як суп, а не заварювали його кип'ятком. Прості китайці запивали страву водою, а заможні — просяним чи рисовим вином.
Розвиваються методи зберігання їжі: селяни «консервували» продукти, викопуючи рови в землі, куди закладали загорнути продукти, а також засолювали м'ясо і рибу. Імператор і знать стали використовувати крижані ями.

### Сун
З'являються такі заклади як ресторани, де готують професійні кухарі. Клієнтам пропонують на вибір страви з меню. Зазвичай тут вдосконалювали регіональні кухні. Загалом вони розвивалися традиції танського періоду. Вже в цей період фахівці відзначали основні кухні: наньші (південна), беньші (північна) й чуанфан (сичуанська).
Їжею бідних верств населення залишалися рис, свинина та солона риба. Більш заможні вживали птахів, дичину, морепродукти, фрукти та овочі.
Після падіння династії Північна Сун багато кулінарних традицій було перевезено на південь, куди переміщено було столицю. Внаслідок цього відбувається поєднання північних та південних кулінарних традицій, які тривалий час були в значній мірі обособлені. З'являється ресторанна спеціалізація: усі страви готували з одного продукту, чи в одній формі (варені, холодні, гарячі, заморожені тощо). Особливо популярними були невеличкі ресторанчики, де подавали локшину з різними соусами і наїдками. Входить у вжиток застосування комбінованих страв з м'яса (риби) у поєднанні з фруктами. Збільшується перелік тістечок і інших смаколиків. Особливо популярними було гуоші — десерти з борошна, меду та цукру у формі дівчат або вояків.
В кухні стали більше застосовувати рибу та морепродукти, збільшився перелік супів, поширення набули різні млинці. Набуває загального поширення рисове вино, соки з груші, ліджи, медові та імбирні напої, чай.

### Юань
Завдяки утворенню великої Монгольської імперії (від Дунаю до Жовтого моря) розширюються продукти, які застосовують в приготування. техніки та засоби кулінарії. Так, з'являється та завойовую популярність сорго. В цей час сформовується Юньнанська кухня (під впливом монгольської), де стали більше застосовувати молочних продуктів.
Палички для їжі в цю добу набули загального вжитку як для подачі, так і для їжі.

### Мін
Через те, що Китай стає частиною Колумбового обміну тут з'являються продукти з Америки, насамперед кукурудза, батат та арахіс. Батат зрештою стає традицією їжею китайської голоти.
В цей період вок стала використовуватися для перемішування, обварювання, а також варіння, пропарювання, смаження та смаження.
Стали використовувати нові культурні рослини кукурудзу, арахіс та тютюн, які привозили європейські торговці.

### Цін
У цей період китайська кулінарія переживає розквіт. З'являються численні книги гурманів, де представленні численні рецепти, зокрема Юань Мея та його праця «У парку рецептів». В цей період остаточно формується Пекінська кухня, що тепер складається з імператорської та аристократичної.

### Республіка
Повалення монархії в 1911 році призвело до того, що було звільнено імператорських кухарів. Останні стали відкривати власні ресторани. Внаслідок цього китайська кухня становилася менш елітарною. Тепер кухарі розробляли рецепти, щоб висока якість приготування поєднувалася зі звичайними продуктами.
Втім з початку громадяннської війни багато кухарів виїхало до Гонконгу, Сінгапуру, Тайваню, сприявши тим самим формуванню тут власних кухонь.
За часів КНР внаслідок економічних та продовольчих криз кількість та різноманітність продуктів та страв значно знизилася (окрім як для керівництва держави). У 1960-х роках формується кухня в стилі культурної революції (або маоїстську), основою якою були каші (насамперед рисова та кукурудзяна). Вона зберігала популярність й в 1990-х роках. Проте з кінця 1970-х років через поліпшення економічної ситуації починається відродження китайської традиційної кухні. До кінця 1990-х років набуває поширення так звана китайська ісламська кухня, заснована на традиціях ісламських народів з західних провінцій КНР.

## Поділ кухні

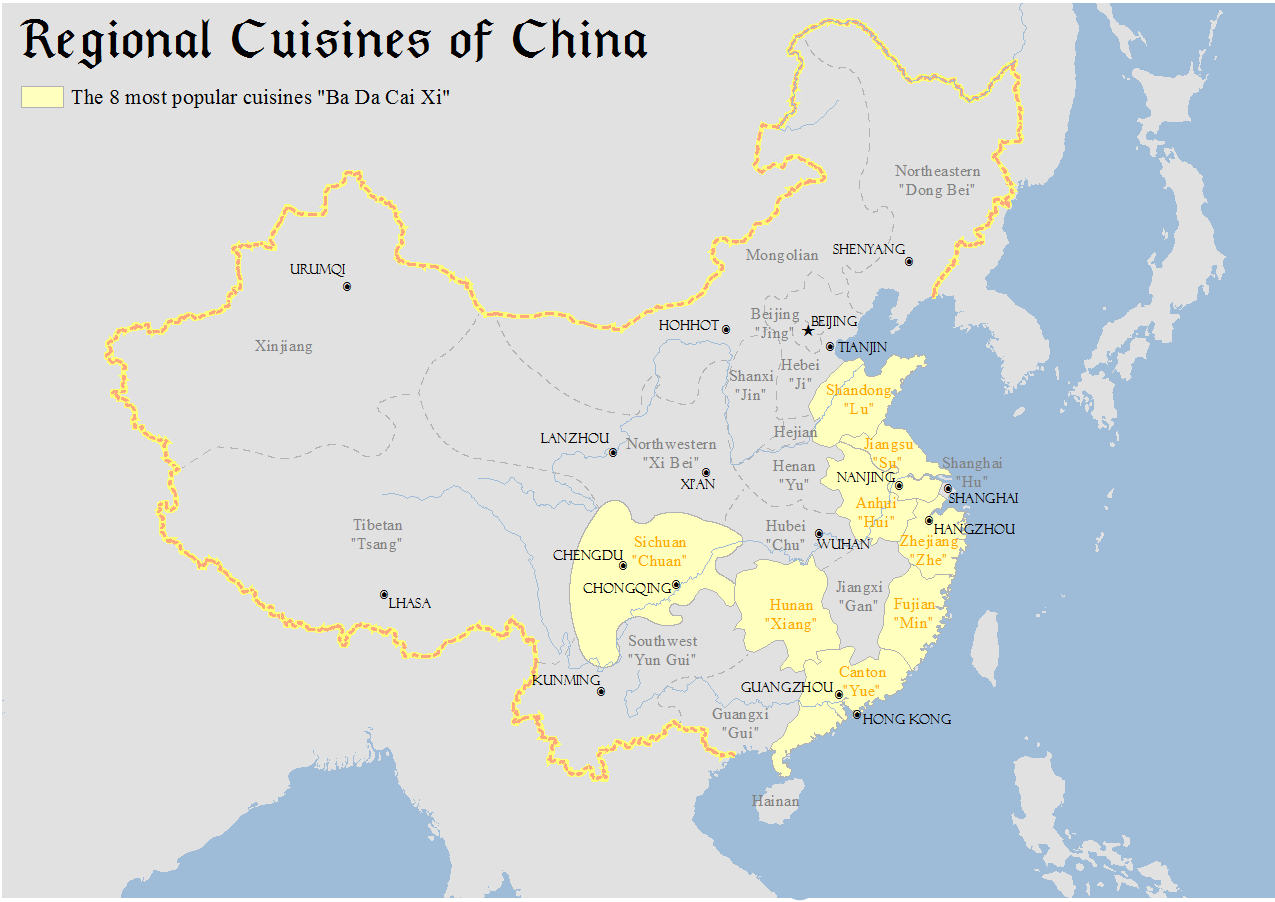
Регіональні кухні Китаю

Основна регіоналізація китайської кухні проходить межею Північ-Південь. Це було закладено ще в період утворення перших поселень і перших царств (Чжоу та її нащадки на півночі, Чу, У, Юе і Шу на півдні). В першій групі були власні китайці та їх традиції, південні народи за культурою були ближче до теперішніх тайців, лаосців та в'єтнамців. На півночі вирощували пшеницю та свиней, на півдні — рис та птахів. Відповідно основні страви готувалися з цих продуктів.
Протягом політичної історії, коли на території Китаю існувала декілька держав, також вплинуло на регіоналізацію. У XIX ст. значення мало утворення мегаполісів. На сьогодні китайську кухню поділяють також на 4 блоки кухонь (шкіл), які в свою чергу розділені на більш дрібні. Втім «школи» регіональних кухонь мають спільні риси. Це Шаньдунська кухня 9відома також як кухня Лу), яка складається з Пекінської (поділена на Імператорську, Аристократичну, Тяньцзінську), Північносхідну, кухню Шаньсі); кухня Цзяньсу (скорочено Су, або Ян), що складається з Хуаянської, Анхойської, Шанхайської, Чжецзянської, Хенанської і Хубейської); Ґуандунська (кантонська) кухня — з Чаошанської, кухні Хакка, Фуцзянської, Хайнанської, Гонконзької, кухні Макао; Сичуанська кухня — з Гуйчжоуської, Хунанської, Юньнанської, кухонь Цзянсі і Шеньсі. Низка дослідників виокремлюють субрегіональні кухні (Фуцзянська, Анхойська, Чжецзянська, Хунанська) як самостійні.